# Bohain-en-Vermandois
Bohain-en-Vermandois är en kommun i departementet Aisne i regionen Hauts-de-France i norra Frankrike. Kommunen ligger  i kantonen Bohain-en-Vermandois som ligger i arrondissementet Saint-Quentin. År 2022 hade Bohain-en-Vermandois 5 724 invånare.

## Befolkningsutveckling
Antalet invånare i kommunen Bohain-en-Vermandois
Referens: INSEE